# 로텔레
로텔레(이탈리아어: rotelle, 단수: rotella 로텔라[*])는 이탈리아의 파스타이다. 바퀴 모양처럼 생겼다. 피오리 파스타와 비슷하다.
수레바퀴 모양의 쇼트 파스타로 주로 토마토나 바질 등으로 만든 가벼운 소스를 곁들이며 샐러드 등 차가운 파스타에도 많이 쓰인다. 수레바퀴 모양은 단순히 독특한 디자인을 위한 것이 아니라 소스가 파스타에 잘 스며들게 하기 위해 자연스럽게 생겨난 것이다.
이탈리아어에서는 작은 바퀴를 의미하며 지방에 따라서는 마차 바퀴라고 부르기도 한다.
로텔레는 보통 마차바퀴 파스타라는 별칭이 있으며 오하이오주에서는 과거 이폴리토의 아이딜 마카로니 회사가 제조하여 "Choo Choo Wheels"라는 상품으로 대중적 인기를 끌었었다. 기차 캐릭터를 내세운 상품은 아이들에게 인기 있었다. 상품 뒤에는 기차의 한 단면이 종이팩을 띠어 만드는 것처럼 부착되어 있어 아이들이 그것을 떼어다 기차 바퀴로 쓸 수 있었다. 현재는 산 지오르지오 파스타 회사가 만들고 있다.
포텔레는 송곳모양처럼 생긴 파스타인 로티니와는 다르다.